# Achozen
Achozen — музыкальный проект басиста System of a Down Шаво Одаджяна, участника Wu-Tang Clan RZA, участника Killarmy Kinetic 9, а также преподобного Уильяма Берка. В 2008 году саундтреком к фильму Babylon A.D. стала композиция Deuces. Одаджян в одном из интервью заявил, что альбом будет выпущен в сентябре 2009 года, но позже появилась информация о том, что альбом будет издан только в 2010 году, однако альбом не выпущен до сих пор. В одном из интервью Шаво заявил, что все песни уже готовы, альбом ожидает подтверждения на издание от лейбла.

## Состав
- Шаво Одаджян — вокал, гитара
- RZA — вокал, клавишные, семплы, биты, гитара
- Kinetic 9 — вокал
- Преподобный Уильям Берк — вокал

## Дискография
- The Album (TBA)